# آنکیورنیس
آنکیورنیس (به انگلیسی: Anchiornis)، دایناسوری پردار از دورهٔ ژوراسیک می‌باشد. این دایناسور از نیاکان پرندگان به شمار می‌رود که قدمت ۱۵۱ تا ۱۶۱ میلیون سال دارد. فسیلش در استان لیائونینگ در شمال شرق خاک چین کشف شده‌است و یک تا یازده میلیون سال از آرکئوپتریکس قدیمی‌تر است.
نام آنکیورنیس از زبان یونانی گرفته شده و به معنی «تقریباً پرنده» است.

مقایسهٔ ابعاد یک انسان و یک آنکیورنیس

آنکیورنیس ۲۸ سانتیمتر قد و دارای دو نوع پر بوده‌است؛ یکی پرهای کرک‌مانند که در آن رشته‌ها به‌صورتی توده‌مانند در کنار هم جمع می‌شده‌اند؛ و دیگری پرهای معمولی که امروزه در پوشش پرندگان می‌بینیم و در آن رشته‌ها به یک محور اصلی متصلند.
سر و گردن دایناسور، پوشیده از پرهای کرکی بوده و سینه و پاهای آن را نیز پرهای معمولیِ میله‌دار پوشانده بودند؛ به‌طوری‌که با آرایش آیرودینامیکیِ پرها در پاهای پرنده، این اندام نیز عمل‌کردی مشابه بال داشته‌اند.